# Musheri (Sektor)
Musheri (Kinyarwanda Umurenge wa Musheri) oder auch Musheli ist ein Sektor des Distrikts Nyagatare im Norden der Ostprovinz von Ruanda.

## Geographie
Der Sektor Musheri hat eine Fläche von 96,4 km². Er setzt sich aus den acht Zellen Kibirizi, Kijojo, Musheri, Ntoma, Nyagatabire, Nyamiyonga, Rugarama I und Rugarama II zusammen. Nachbarsektoren sind im Osten Matimba und im Südwesten Rwempasha. Im Norden liegt der Sektor an der Grenze zu Uganda. Entlang der Grenze fließt Richtung Nordosten der Muvumba.

## Bevölkerung
Nach Stand der Volkszählung von 2022 liegt die Einwohnerzahl bei 37.343. Zehn Jahre zuvor waren es 32.204, was einem jährlichen Bevölkerungszuwachs von 1,5 Prozent zwischen 2012 und 2022 entspricht.

## Verkehr
Durch den Sektor verläuft eine District Road.